# Paprikás
Le paprikás ([ˈpɒpɾikaːʃ]) est un plat de viande hongrois très répandu en Europe centrale, surtout dans la plaine des Carpates. 
Le paprikás fait partie d'une famille de plats paysans, avec le pörkölt et le goulash qui ont intégré la gastronomie bourgeoise au cours du XIXe siècle. De nombreuses langues d'Europe occidentale désignent d'ailleurs confusément ces trois plats sous le terme unique de « goulash ».
Il s'agit d'un ragoût à base de viande rouge ou blanche, d'oignon, de crème et de paprika. On peut y ajouter du poivron ou de la tomate. Il est généralement servi avec des pâtes hongroises (nokedli, galuska) ou des gnocchis. 

## Origines
L'origine du paprikás est la même que celle du goulash. Le goulash est vraisemblablement à l'origine un mets indissociable de la vie pastorale dans la grande plaine hongroise (Alföld). La forme expansive de leurs élevages contraignaient les bouviers à parcourir de longues distances. Ils cuisaient alors ensemble dans un chaudron en métal (fémbogrács) le lard, le pain, les épices et parfois la viande qu'ils prenaient avec eux. Jusqu'aux années 1790, c'est la viande de bœuf qui était principalement utilisée, les élevages du bœuf gris de Hongrie (magyar szürke szarvasmarha) étant alors les plus répandus. Progressivement, des élevages de moutons sont apparus et c'est tout naturellement leur viande que les bergers commencèrent à utiliser dans la préparation.
À l'origine, le plat était consommé sans accompagnement mais uniquement avec du pain.
Comme les élevages de bœuf assuraient le revenu de plusieurs couches de la société, il est probable que ce sont ceux qui étaient en contact avec les bouviers (les propriétaires terriens, les commerçants ou les paysans riches) qui ont connu le plus tôt cette préparation et l'ont progressivement popularisée. 
Compte tenu de la simplicité de la préparation du goulash et des conditions de vie des éleveurs, il reste fort probable que ses origines ainsi que celles du pörkölt remontent à plusieurs siècles avant leur première mention écrite au XVIIIe siècle. La popularisation du goulash puis son intégration dans la cuisine bourgeoise et urbaine ont également permis celles du paprika, considéré jusqu'alors comme une épice paysanne.